# میخائیل شافوتینسکی
میخائیل شافوتینسکی (روسی: Михаи́л Шуфути́нский؛ زادهٔ ۱۳ آوریل ۱۹۴۸) خواننده و آهنگساز اهل روسیه و ایالات متحده آمریکا است.
در ژانویه ۲۰۲۳، اوکراین به دلیل حمایت میخائیل از حمله روسیه به اوکراین در سال ۲۰۲۲، تحریم‌هایی را علیه او اعمال کرد.